# الغارات الجوية الأمريكية في العراق وسوريا (فبراير 2024)
الضربات الأمريكية على العراق وسوريا هي سلسلة من الغارات الجوية شنتها الولايات المتحدة الأمريكية بدأً من 2 فبراير 2024، استهدفت مواقع لجماعات مسلحة متهمة بالعمل والدعم من قبل إيران في كلا من العراق وسوريا. وجاء الهجوم ردًا على غارة بمسيرة نفذتها فصائل المقاومة الإسلامية في العراق استهدفت قاعدة للقوات الأمريكية قبل أسبوع في الأردن.

## خلفية
شنت الجماعات المسلحة المدعومة من إيران أكثر من 170 هجوماً على قواعد أمريكية في العراق والأردن وسوريا منذ اندلاع الحرب الفلسطينية الإسرائيلية في 7 أكتوبر 2023. وأدت هذه الهجمات إلى إصابة العشرات من الجنود. وفي 28 يناير 2024، استهدفت غارة جوية بمسيرة من نوع شاهد 136 أطلقتها المقاومة الإسلامية في العراق موقع البرج 22، وهي قاعدة أمريكية في الأردن، مما أدى إلى مقتل ثلاثة جنود أمريكيين وإصابة 47 آخرين.

## الغارات
نفذت القوات الجوية الأمريكية غارات جوية في حوالي منتصف الليل بين 2 و3 فبراير بالتوقيت المحلي (ت ع م+03:00)، استهدفت فيلق القدس التابع للحرس الثوري الإسلامي والجماعات المسلحة التابعة له في العراق وسوريا. شارك في العملية قاذفتين من طراز بي-1B انطلقتا من قاعدة دايس الجوية في تكساس. وشملت المنشآت المستهدفة مراكز عمليات القيادة والسيطرة، ومراكز الاستخبارات، والصواريخ والقذائف، ومخازن المسيرات، بالإضافة إلى مرافق الخدمات اللوجستية وسلسلة امدادات الذخائر التابعة للجماعات المسلحة. أفاد مسؤولون أمريكيون أن الضربات أصابت 85 هدفاً في سبع منشآت، ثلاثة في العراق وأربعة في سوريا، باستخدام 125 صاروخاً موجهاً بدقة.
أفاد مسؤولون أمنيون عراقيون أن ست غارات جوية استهدفت عدداً من المواقع في العراق، بينما أعلنت وسائل الإعلام السورية الرسمية أن «العدوان الأمريكي» ضرب عدداً من المواقع في المناطق الصحراوية السورية والحدود السورية العراقية. ذكر مسؤولون عراقيون أن الغارات الجوية استهدفت مقر قوات الحشد الشعبي في عكاشات، مما أسفر عن مقتل 16 مقاتلاً. قال مسؤولون عراقيون أيضاً إن ثلاثة منازل تستخدمها كتائب حزب الله في محافظة الأنبار تعرضت لغارات جوية.
وقد قُتل ما لا يقل عن 23 مسلحاً موالياً لإيران في الغارات الجوية في سوريا بحسب المرصد السوري لحقوق الإنسان.